# Resolução de problemas A3
A Resolução de problemas A3, também conhecida como Relatório A3, é uma abordagem estruturada de solução de problemas e melhoria contínua, empregada pela primeira vez na Toyota e normalmente usada por profissionais de manufatura enxuta. Ela fornece um procedimento simples e rigoroso que orienta a resolução de problemas pelos trabalhadores.
O A3 do seu nome é porque o relatório geralmente é feito numa única folha de papel tamanho A3 ISO.